# یوستینا دوتسکا
یوستینا دوتسکا (لهستانی: Justyna Ducka؛ زادهٔ ۱۱ فوریه ۱۹۸۹) بازیگر اهل لهستان است.
از فیلم‌ها یا مجموعه‌های تلویزیونی که وی در آن‌ها نقش داشته‌است، می‌توان به خانه کشیش، در خوشی و سختی، دختران جنگ و تاج پادشاهان اشاره نمود.